# Adolphsvej
Adolphsvej er en gade beliggende i Gentofte Kommune i Region Hovedstaden.

## Faktuelle vejdata
Vejen forløber fra Bernstorffsvej 141 til Gentoftegade 33.
Vej-id: 1570001

## Vejnavnets oprindelse og historie
Adolphsvej menes at være anlagt i 1903.
I 1918 blev vejen opkaldt efter ejeren af Salem, købmand Johan David Stadfeldt Adolph (1813 – 91). Han tjente store penge på bl.a. cikorieerstatning og sildehandel i Østersøen. Han drev også diverse skibsruter – siden solgt til D.F.D.S. Sønnen Johan Valdemar Adolph (1853 – 1911), arvede i 1892 Klöckers gård efter sin fader. Johan Valdemar Adolph ejede "Salem" i Gentofte og foreslog navnet. Han var berømt som "Jesus i Gentofte", og donator af den gamle kirke(nu nedrevet) i Vangede. I 1909 overdrog han hele gården med grund til sygehjemmet ”Salem".
Indtil 1933 hed strækningen fra Bernstorffsvej til Høeghsmindevej Jacobsvej og strækningen fra Erichsensvej til Sponnecksvej Wilhelm Smidts Vej.
I 1920 overgik strækningen fra Erichsensvej til Kildeskovsvej til offentlig vej.
I 1937 overgik strækningen fra Erichsensvej til H. A. Clausens Vej til offentlig vej. 
|  | Denne artikel om en bygning eller et bygningsværk kan blive bedre, hvis der indsættes et (bedre) billede. Du kan hjælpe ved at afsøge Wikimedia Commons for et passende billede eller lægge et op på Wikimedia Commons med en af de tilladte licenser og indsætte det i artiklen. |

55°44′51.99″N 12°32′59.21″Ø / 55.7477750°N 12.5497806°Ø